# 다이지정
다이지정(일본어: 太地町)은 일본 와카야마현 히가시무로군의 정이다.
예로부터 포경(고래잡이)으로 전국적으로 알려진 마을로 일본 전통 방식의 포경 발상지이다. 1889년에 성립된 이래 합병 없이 그대로 이어져 왔기 때문에 면적이 와카야마현에서 제일 작고 그 전역이 바다와 나치카쓰우라정에 둘러싸여 있다. 그 때문에 "난키의 작은 어촌" 분위기가 있다.

## 지리
다이지정은 구마노나다에 돌출한 곶에 위치하고 해안선은 리아스식 해안으로 좋은 항구를 가지고 있다. 다이지만의 안쪽에는 다이지정의 주취락 다이지가 있어 어항의 마을로 대규모 취락이 발전하고 있다. 기이반도 남서부의 남방에 위치하고 있어 기후는 온난하다. 또한 정의 북쪽 방향으로 나치카쓰우라정 남부, JR 유카와역 부근 해안에 다이지정의 월경지가 존재한다.

## 역사
다이이정은 예로부터 포경(고래잡이)으로 유명했다.
- 1889년 4월 1일 - 정촌제 시행으로 다이지촌과 모리우라촌이 합병해 다이지촌이 성립하였다.
- 1925년 4월 1일 - 다이지촌이 정으로 승격해 다이지정이 탄생했다.

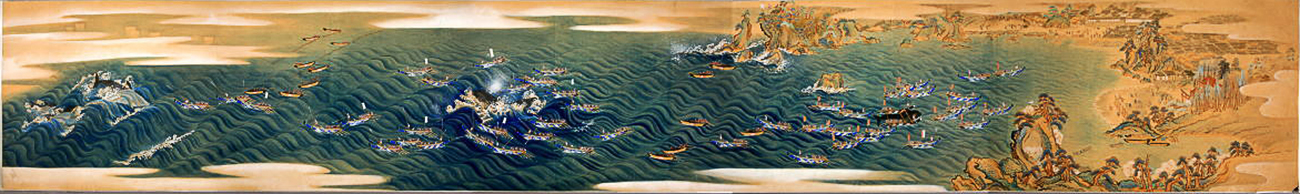
다이지정의 전통 방식 포경

## 교통

### 철도
- 서일본 여객철도 기세이 본선(기노쿠니선)

### 도로
- 국도 42호선

## 같이 보기
- 돌고래